# Sarcothelia edmondsoni
Sarcothelia edmondsoni is een zachte koraalsoort uit de familie Xeniidae. De koraalsoort komt uit het geslacht Sarcothelia. Sarcothelia edmondsoni werd in 1928 voor het eerst wetenschappelijk beschreven door Verrill. 